# Sessea sodiroi
Sessea sodiroi är en potatisväxtart som beskrevs av Friedrich August Georg Bitter. Sessea sodiroi ingår i släktet Sessea och familjen potatisväxter. Inga underarter finns listade i Catalogue of Life.